# Trummelsbergsskogens naturreservat
Trummelsbergsskogens naturreservat är ett naturreservat i Fagersta kommun i Västmanlands län.
Området är naturskyddat sedan 2023 och är 52 hektar stort. Reservatet ligger söder om Fagersta och består av talldominerad barrblandskog.